# Dicranota platymera
Dicranota platymera är en tvåvingeart som beskrevs av Alexander 1934. Dicranota platymera ingår i släktet Dicranota och familjen hårögonharkrankar. Inga underarter finns listade i Catalogue of Life.